# Hosta (geslacht)
Hosta of hartlelie is een geslacht van vijfentwintig tot veertig soorten uit de aspergefamilie (Asparagaceae).
Het geslacht is inheems in Noordoost-Azië. De botanische naam wordt ook in het Nederlands gebruikt. In oudere literatuur komt men wel de botanische naam Funkia tegen; deze naam wordt niet veel meer gebruikt. De Japanse naam is 'Giboshi' (擬宝珠). Taxonomen verschillen van mening over het aantal soorten. Het geslacht kan ruwweg in drie ondergeslachten verdeeld worden. Onderlinge bestuiving tussen de soorten is in het algemeen goed mogelijk. Alle soorten hebben hetzelfde chromosoomgetal (2n = 2x = 60) met uitzondering van Hosta ventricosa, een natuurlijke tetraploïde die zaad vormt door zelfbestuiving. Veel vormen die vroeger als aparte soort werden beschreven, worden nu als cultivar beschouwd, bijvoorbeeld Hosta 'Fortunei'.
Er is een groot aantal hybriden en cultivars. In Nederland is Arboretum Trompenburg de houder van de nationale plantencollectie van hosta's.
De wilde soorten worden weinig aangeboden in de handel. Vanaf 1800 is men de planten gaan exporteren. Onder andere Philipp Franz von Siebold was hiervoor verantwoordelijk. Hij heeft planten ontdekt, maar ook cultivars gekweekt, waarvan Hosta sieboldiana 'Elegans' en 'Frances Williams' de bekendste zijn. Andere zeer aantrekkelijke en populaire soorten zijn: 'Halcyon', 'Pilgrim', 'Olive Bailey Langdon', 'Lakeside Cupcake', 'Band of Gold' en 'Fantabulous'.
Inmiddels zijn door kruisen, veredelen en spontane hybridisatie duizenden vormen ontstaan, waarvan veel hun oorsprong in de Verenigde Staten vinden. In de jaren 80 werden veel vormen op de markt gebracht die nogal op elkaar leken. Inmiddels zijn velen zich toe gaan leggen om echte verbeteringen te realiseren. Dat kan op meerdere gebieden. We noemen er een paar: Geurende hosta's, mooiere kleurschakeringen, beter zontolerant, dikker blad voor betere slakbestendigheid, mooiere en betere mini-hosta's met diverse bloemkleuren.
De hosta is een vaste tuinplant, die van oudsher aangeplant wordt in schaduwtuinen. Dat kan prima, maar tegenwoordig zijn er ook talloze hosta's die het prima doen half in de zon, en er zijn er vrij veel die in de volle zon kunnen.
Er worden, onder meer in Nederland, door een aantal kwekers nieuwe cultivars ontwikkeld.

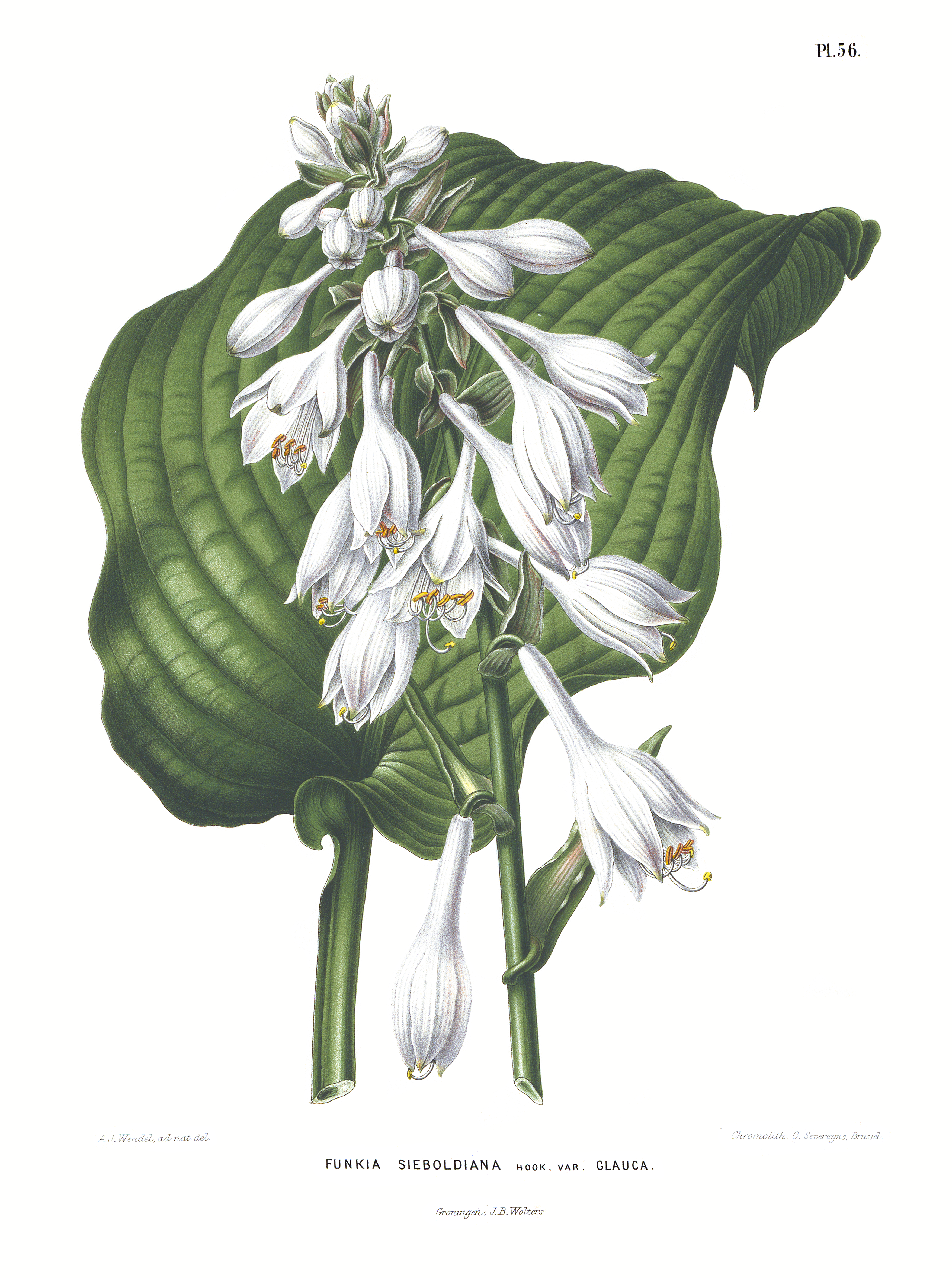
Hosta sieboldiana (toen Funkia Sieboldiana Hook. var. Glauca) door Abraham Jacobus Wendel, 1868
Hosta sieboldiana idem, bewerkt